# 馮駿 (東漢)
馮駿（?—?），东汉初年军事人物。
馮駿原为長沙中尉。建武五年（29年），征南大将军岑彭諭降江南，交阯牧鄧讓與七郡太守遣使奉貢。馮駿率兵归附岑彭，汉光武帝璽書拜馮駿為威虜將軍。岑彭将伐蜀，因为水险难漕运，留威虏将军冯骏屯守江州，都尉田鸿屯守夷陵，领军李玄屯守夷道。建武九年（33年），公孙述派部将任满、田戎、程汎，率领数万人击破冯骏及田鸿、李玄等。岑彭到江州，因为田戎粮食多，留冯骏守备，自己率兵直指垫江，攻破平曲，夺得米数十万石。建武十一年（35年）闰三月，岑彭率三将军与田戎、任满于荆门作战，大破田戎，俘虏任满。威虏将军冯骏在江州围困田戎，岑彭于是率水军伐公孙述，平定巴郡。建武十二年（36年）七月，威虏将军冯骏攻克江州，俘获田戎。